# Tảo học
Tảo học (tieng Anh: phycology hoặc algology, từ tiếng Hy Lạp φῦκος, phykos, "rong biển"; và -λογία, -logia) là một phân ngành của Sinh học nghiên cứu về tảo.
Tảo đóng vai trò quan trọng vì la những sinh vât sản xuất chính trong các hệ sinh thái dưới nước. Hầu hết tảo là sinh vật nhân thực, quang hợp sống trong môi trường ẩm ướt. Chúng được phân biệt với thực vật bậc cao bởi thiếu rễ, thân hoặc lá thật. Chúng không ra hoa. Nhiều loài là đơn bào và cực nhỏ (bao gồm cả thực vật phù du và vi tảo khác); nhiều loại khác là đa bào ở nhiều mức độ, một số trong số này phát triển đến kích thước lớn (ví dụ, tảo biển như tảo bẹ và Sargassum).
Tao học cũng nghiên cứu các dạng sinh vật nhân sơ được gọi là tảo xanh lam hoặc vi khuẩn lam. Một số loài tảo cực nhỏ cũng xuất hiện như những loài cộng sinh trong địa y.
Các nhà nghiên cứu thực vật học thường tập trung vào tảo nước ngọt hoặc tảo đại dương, và xa hơn nữa trong các khu vực đó là tảo cát hoặc tảo mềm.